# Krajinska ekologija
Krajinska ekologija je mešanica ved ekologije in geografije, ki preučuje prostorske razlike pokrajinskih elementov (kot so polja, žive meje, gozdovi, reke, mesta) in načine, na katere so njihove razporeditve vplivale na razporejenost energij in posameznikov v okolju (ti posamezniki potem zelo vplivajo na razporeditev elementov v okolju). Ukvarja se s težavami v celovitem okvirju.
Nedavna rast krajinske ekologije veliko dolguje razvoju tehnologije geografijskega informacijskega sistema (GIS) in široko dostopnost obsežnih podatkov o habitatnih, na primer dostop do daljinsko posnetih satelitskih posnetkov ali zračnih posnetkov.

## Zgodovina
Izraz krajinska ekologija je leta 1939 skoval geograf Carl Troll, ki je tudi razvil osnove krajinske ekologije kot del svojega zgodnjega dela. Razlagal je namreč letalske posnetke, ki so služili za pomoč pri preučevanju medsebojnih vplivov okolja in vegetacije. Osrednjo teorijo o krajinski ekologiji sta razvila Robert MacArthur in Edward Osborne Wilson v svoji knjigi o otočni biogeografiji (The Theory of Island Biogeography). Delo obravnava floro in favno na otokih kot posledico poseljevanja, pri čemer so priseljenci prinašali tudi rastlinske in živalske vrste s kopnega.